# Fernando Collor
Fernando Affonso Collor de Mello GCTE • ColIC (Rio de Janeiro, 12 de agosto de 1949) é um economista e político brasileiro, atualmente sem partido. Foi o 32.º Presidente do Brasil, de 1990 até 1992, quando renunciou enquanto respondia a um processo de impeachment aprovado pelo Senado Federal. Foi senador por Alagoas de 2007 até 2023 e presidiu a Comissão de Relações Exteriores do Senado de 2017 até 2019.
Foi também prefeito de Maceió de 1979 a 1982, deputado federal de 1982 a 1986 e governador de Alagoas de 1987 a 1989. Foi o presidente mais jovem da história do país, eleito aos quarenta anos de idade, pelo Partido da Reconstrução Nacional (PRN), sendo o primeiro eleito por voto direto do povo após o Regime Militar (1964-1985) e o primeiro a ser afastado temporariamente por um processo de impeachment no país. Sucedeu o presidente José Sarney nas eleições de 1989, em que derrotou Luiz Inácio Lula da Silva no segundo turno. Antes dessas eleições, a última vez que o povo brasileiro havia elegido um presidente pelo voto direto fora em 1960, com a eleição de Jânio Quadros.
Seu governo foi marcado pela implementação do Plano Collor, pelo início de um programa nacional de desestatização e a abertura do mercado nacional às importações, o que teve incisivo reflexo no aumento do mercado consumidor de carros. O plano, que no início teve uma boa aceitação, acabou por aprofundar a recessão econômica, colaborada pela extinção, em 1990, de mais de 920 mil postos de trabalho; junto a isso, denúncias de corrupção política envolvendo o tesoureiro de Collor, Paulo César Farias, feitas por seu irmão Pedro Collor de Mello, culminaram com um processo de impugnação de mandato (impeachment). O processo, antes de aprovado, fez com que o presidente renunciasse ao cargo em 29 de dezembro de 1992, deixando-o para seu vice Itamar Franco, horas antes de ser condenado pelo Senado Federal por crime de responsabilidade, perdendo os direitos políticos por oito anos. Enquanto presidente, assinou, em 1991, o Tratado de Assunção, documento de formação do Mercado Comum do Sul. Fundiu o IAPAS e o INPS, criando a atual autarquia federal Instituto Nacional do Seguro Social (INSS). Comandou os trabalhos da "Cúpula da Terra" na ECO-92. Homologou a demarcação da Terra Indígena Yanomami.
Nas eleições de 2022, candidatou-se ao cargo de governador de Alagoas, ficando em terceiro lugar, com 14,71% dos votos válidos. Em maio de 2023, foi condenado pelo Supremo Tribunal Federal (STF) à pena de 8 anos e 10 meses de prisão por corrupção passiva e lavagem de dinheiro. Em 24 de abril de 2025, foi determinada a sua prisão imediata para cumprimento de sua condenação pelo ministro do STF, Alexandre de Moraes. Na madrugada do dia seguinte, foi preso por volta das 4h da manhã. Em 1º de maio de 2025, passou a cumprir a pena em prisão domiciliar.

## Biografia
Filho de Leda Collor (1916-1995) e de Arnon Afonso de Farias Mello (1911-1983), deputado federal em 1950 e governador de Alagoas de 1951 a 1956. Após deixar o governo do estado, foi eleito senador por três mandatos consecutivos (1962, 1970 e 1978). Em 1963, no prédio do Senado Federal, Arnon de Melo matou seu colega José Kairala quando tentava disparar à queima roupa em Silvestre Péricles de Góis Monteiro, que supostamente também estava armado. Arnon de Melo não foi jamais formalmente acusado pelo homicídio.
Seu irmão caçula, o empresário Pedro Affonso Collor de Mello (1952-1994) é o coautor do livro Passando a limpo - A trajetória de um farsante, que retrata os bastidores do governo de Fernando Collor de Mello. Além de Pedro, são irmãos Leopoldo Collor de Mello, Ledinha Collor de Mello e Ana Luiza Collor de Mello.
O avô materno, Lindolfo Collor (1890-1942), era descendente dos primeiros colonos alemães chegados ao Brasil, em 1824. Foi eleito deputado federal pelo Rio Grande do Sul nos anos de 1923 e 1927, tornando-se um dos líderes da Revolução de 1930 e sendo nomeado por Getúlio Vargas o primeiro titular do Ministério do Trabalho, Indústria e Comércio, do qual se afastou em 1932 ao romper com o presidente, tendo participado da Revolução Constitucionalista daquele ano. Bisneto de Luís Bartolomeu de Souza e Silva, sogro de Lindolfo e criador da revista O Tico-Tico.
É primo do Ministro do STF, Marco Aurélio de Mello, a quem indicou ao cargo em 1990. Sua prima, Zélia Cardoso de Mello, foi Ministra da Fazenda entre 1990 e 1991.

### Educação
Collor nasceu na cidade do Rio de Janeiro, mas viveu a infância e juventude entre as cidades de Maceió, Rio de Janeiro e Brasília em razão da carreira política do pai. Concluiu seus estudos secundários na nova capital federal e bacharelou-se em ciências econômicas em 1972 pela Universidade Federal de Alagoas (UFAL). Antes de voltar ao Nordeste foi estagiário no Jornal do Brasil e corretor de valores.
Retornou a Maceió em 1972 para dirigir o jornal Gazeta de Alagoas; no ano seguinte tornou-se superintendente da Organização Arnon de Mello, complexo de comunicação de propriedade da família. Assumiu a presidência do CSA em 1973, que sob seu comando foi campeão estadual em 1974.

### Vida pessoal e familiar

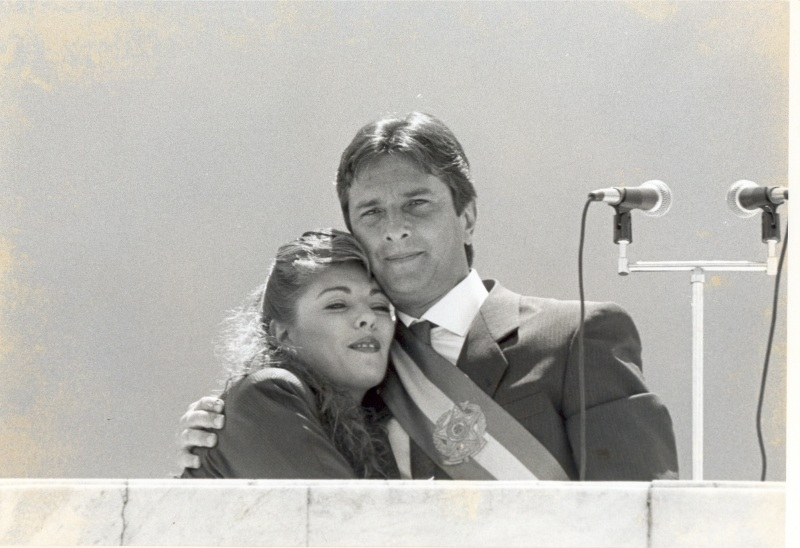
Fernando Collor e a segunda esposa, Rosane Brandão Malta.

Em 1975, Fernando Collor casou-se com Celi Elizabeth Júlia Monteiro de Carvalho, também conhecida como Lilibeth Monteiro de Carvalho, filha de Joaquim Monteiro de Carvalho e herdeira do Grupo Monteiro Aranha, com quem teve dois filhos: Arnon Afonso de Melo Neto (nascido em 1976) e Joaquim Pedro Monteiro de Carvalho Collor de Mello (nascido em 1978).
Em 1980, teve um filho com a ex-amante Jucineide Brás da Silva, Fernando, que se tornou vereador de Rio Largo, município da Região Metropolitana de Maceió.
Casou-se pela segunda vez em 1984 com Rosane Brandão Malta, filha de políticos alagoanos. Rosane foi a primeira-dama brasileira enquanto o então marido estava no poder. Eles não tiveram filhos.
No início de 2006, Collor casou-se com a jovem arquiteta alagoana Caroline Medeiros, com quem teve duas filhas gêmeas, Cecile e Celine.

### Casa da Dinda

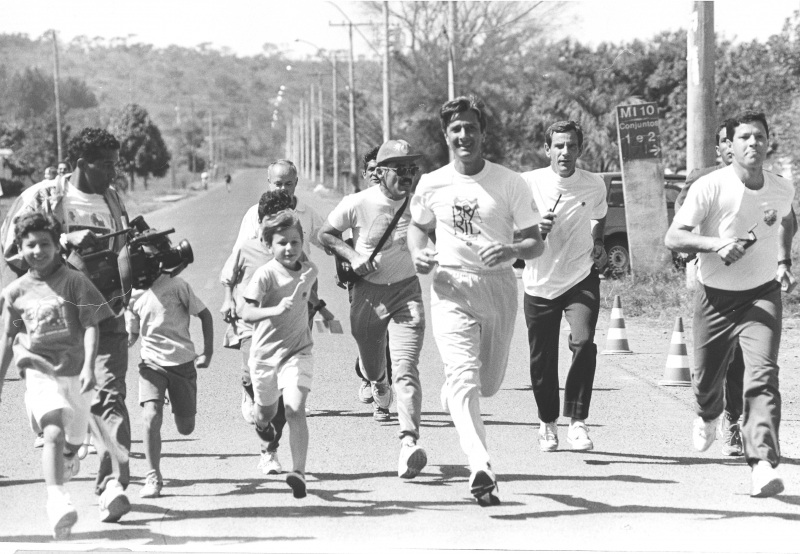
O presidente Fernando Collor faz sua tradicional caminhada nas proximidades da Casa da Dinda.

A mansão da família Collor de Mello em Brasília, foi a escolha do então eleito presidente Fernando Collor de Mello como moradia oficial na sua passagem pela Presidência da República. Fica localizada, mais precisamente, na Quadra 10, Conj. 1, Casa 1, Setor de Mansões do Lago Norte, Brasília (DF).
Anteriormente chamada de Casa Pirangi, quando o ex-governador do Rio Grande do Norte Sílvio Pizza Pedrosa passou a exercer o cargo de subchefe da Casa Civil nos governos Juscelino Kubitschek e João Goulart, construindo a residência no setor de mansões do Lago Norte, a mansão foi comprada por Arnon Afonso de Farias Mello, em 1964.
Recebeu então o novo nome, Casa da Dinda, em homenagem à avó de dona Leda Collor, mãe do ex-presidente e esposa de Arnon, então senador.
Fernando Collor escolheu a mansão como opção contra as residências funcionais, o Palácio da Alvorada e a Granja do Torto, que em sua concepção eram "escolha de marajás". Imediatamente se tornou rota dos grupos turísticos e escolares, que compareciam aos montes nos domingos, esperando-o deixar a mansão para fazer sua tradicional caminhada de 30 minutos.

## Carreira política

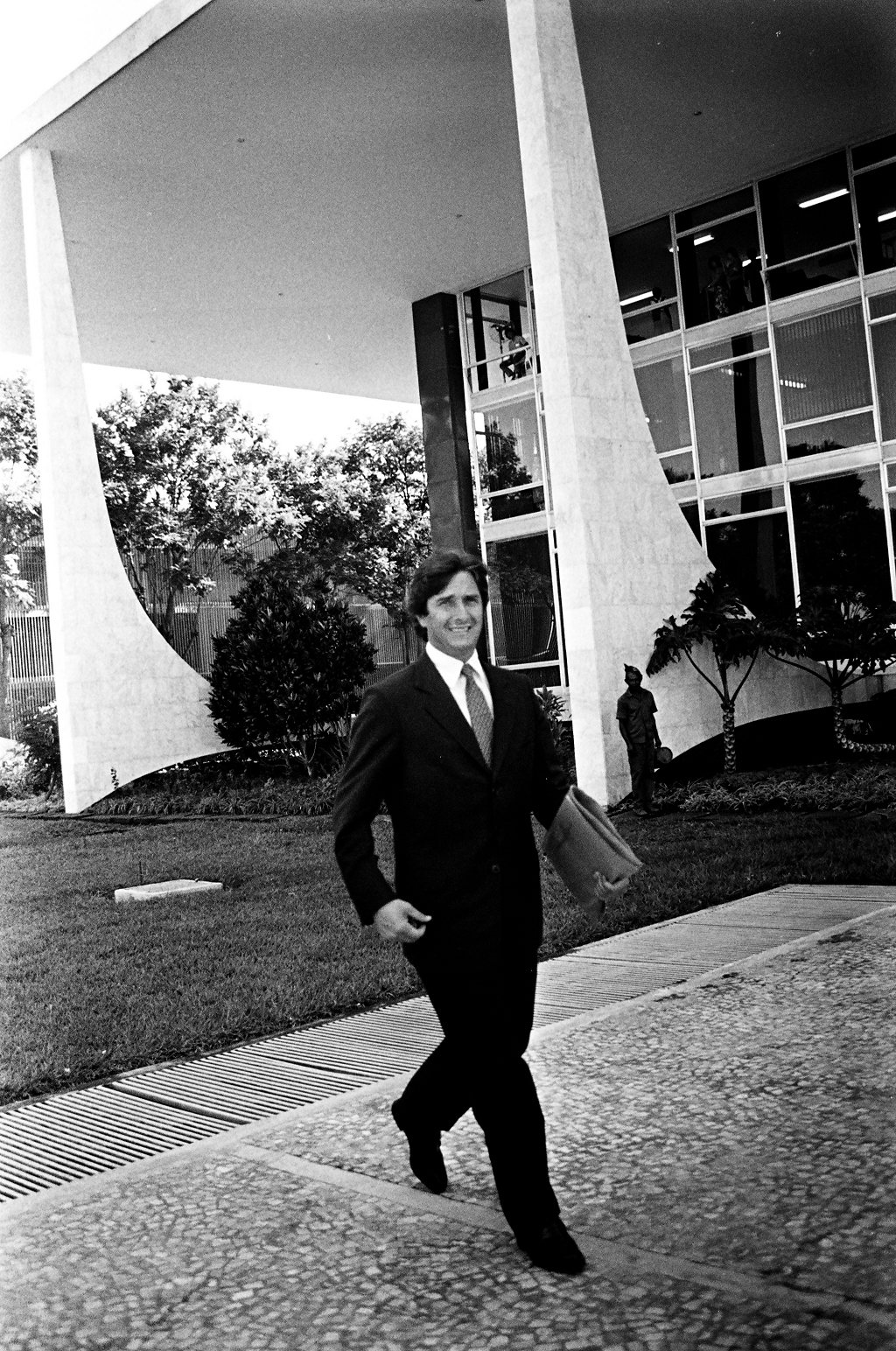
Collor em 1988

Fernando Collor iniciou a carreira política na ARENA e foi nomeado prefeito de Maceió em 1979 pelo então governador Guilherme Palmeira, cargo ao qual renunciou em 1982, ano em que foi eleito deputado federal pelo PDS.
Votou a favor das Diretas Já em 25 de abril de 1984 e com a derrota dessa proposição, votou em Paulo Maluf no Colégio Eleitoral em 15 de janeiro de 1985 para a eleição presidencial brasileira de 1985.
Filiou-se posteriormente ao PMDB e foi eleito governador de Alagoas em 1986, na esteira do sucesso do Plano Cruzado, quando os candidatos apoiados pelo então presidente José Sarney venceram em 22 dos 23 estados do Brasil, derrotando o candidato do PFL, o senador Guilherme Palmeira, o homem que anos antes abrira as portas da carreira política.

### "Caçador de Marajás"
Durante a gestão empreendeu estrategicamente um combate a alguns funcionários públicos que recebiam salários altos e desproporcionais. Com vistas a angariar apoios na campanha presidencial que estava por vir, a imprensa o tornou conhecido nacionalmente como "Caçador de Marajás". Orientado por profissionais de marketing, anunciou com estardalhaço a cobrança de 140 milhões de dólares dos usineiros do estado para com o Banco do Estado de Alagoas, havendo diversas repercussões positivas na imprensa. Entre uma disputa e outra teve o mandato ameaçado ora por uma ameaça de intervenção federal no estado (fruto da recusa em pagar os altos salários aos "marajás" após a vitória destes em julgamento do Supremo Tribunal Federal), ora por um pedido de impeachment devido ao programa de enxugamento da máquina administrativa alagoana, feito à base de demissões de funcionários públicos e extinção de cargos, órgãos e empresas públicas.

### Campanha presidencial
Graças a essa postura de "guardião da moral", Collor fez uso de uma elaborada estratégia de marketing focada nos temas que mais preocupavam a população. Segundo os jornalistas Mário Sérgio Conti e Cláudio Humberto, o discurso reproduzia o que diziam os institutos de pesquisa variando conforme a necessidade momentânea, fosse o combate à corrupção ou a vertiginosa taxa de inflação, por exemplo.
Em 21 de outubro de 1987 foi o único dos governadores peemedebistas a defender um mandato de quatro anos para o então presidente José Sarney, o que anteciparia as eleições para o ano seguinte, e dentro desse contexto sua intenção de disputar o cargo passou de simples cogitação à intenção real. Movimentou-se junto ao PMDB apresentando-se ora como candidato à vice-presidência numa chapa encabeçada pelo senador Mário Covas, ora tencionando a indicação do partido, mesmo que isso significasse enfrentar o vetusto deputado federal Ulysses Guimarães. Em 1988 deu uma entrevista para a Rádio JB afirmando ainda não ser candidato.
Fiel a sua estratégia rumo ao Palácio do Planalto, elegeu o governo Sarney como responsável por todas as mazelas e descalabros político-administrativos que assolavam o país naquele momento, postura que o levaria a deixar o partido e a ingressar no PRN, sucessor do Partido da Juventude (PJ), e que o levou a apresentar-se como candidato ao eleitorado brasileiro em 1989, através de uma série bem elaborada de programas de televisão, renunciando ao governo alagoano e escolhendo como seu Vice-presidente na chapa, o senador mineiro Itamar Franco. Desde então, passou à condição de alternativa conservadora às eleições daquele ano, cujo panorama apontava dois nomes de esquerda como os preferidos do eleitorado: Leonel Brizola e Lula.

#### O papel da televisão em sua campanha
O sucesso eleitoral de Collor se deve em grande parte à elaborada estratégia de marketing e ao fundamental papel da televisão. Alguns comentaristas argumentam, como por exemplo professor Peter Flynn, da Universidade de Glasgow, que a vitória de Collor nas urnas não seria possível sem a interferência da Rede Globo, com destaque para uma edição do principal debate entre Collor e Lula, veiculado no Jornal Nacional, cuja edição beneficiou Collor. A influência da TV Globo nas eleições de 1989 foi tema do documentário Beyond Citizen Kane ("Muito Além do Cidadão Kane"), produzido por Simon Hartog, em 1993 e tratada na biografia do jornalista Roberto Marinho, escrita por Pedro Bial, em que o autor relata que o patriarca das Organizações Globo fixou-se inicialmente em Jânio Quadros como o candidato a presidente. Contudo, como o veterano político sul-mato-grossense radicado no estado de São Paulo vivia o ocaso de sua carreira política, Marinho fez nova opção pelo então governador paulista Orestes Quércia, considerado um nome mais palatável que os de Covas e de Ulysses Guimarães. Entretanto, como as articulações em torno de Quércia malograram, e tanto Covas quanto Guimarães lançaram suas candidaturas em um cenário já favorável a Lula (uma ameaça socialista aos interesses da sociedade) e Brizola (rejeitado por Marinho devido a possibilidade de revogar sua concessão de TV caso eleito), a alternativa de Marinho foi apoiar Fernando Collor – opção que, com o concurso de funcionários do canal, teria resultado na edição tendenciosa do último debate presidencial na TV Globo, de acordo com o Diretor de Jornalismo à época, Armando Nogueira, embora a emissora e o próprio Collor neguem que tenha havido má-fé no caso.

### Eleição presidencial de 1989

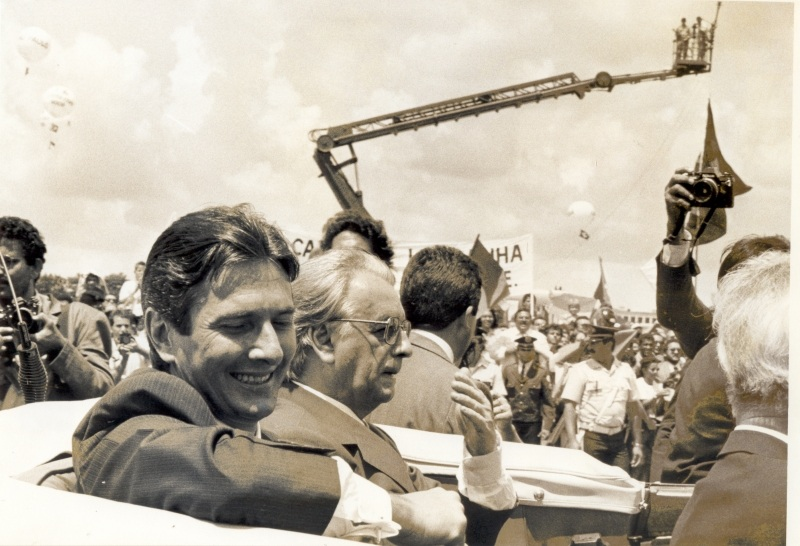
O presidente Fernando Collor acompanhado do vice-presidente Itamar Franco, chegando ao Palácio do Planalto.

Renunciou ao governo do estado de Alagoas em 14 de maio de 1989, transferindo o cargo a Moacir Andrade. Em seguida, iniciou as articulações para a formação de uma chapa viável de modo a compensar a debilidade de sua origem política em um dos menores estados da federação e, nesse contexto, fixou-se na escolha de um candidato a vice-presidente oriundo do segundo maior colégio eleitoral do país, o estado de Minas Gerais, escolha que recaiu sobre o senador Itamar Franco após as recusas de políticos como Hélio Garcia e Júnia Marise.
Discreto ao longo de toda a campanha, seu candidato a vice-presidente ameaçaria renunciar à candidatura por mais de uma vez mesmo após a sanção da chapa na convenção nacional do PRN, fato que não chegou a ocorrer. Durante a campanha, cerrou seu discurso no combate à corrupção e aos altos índices de inflação, apontando ainda o governo Sarney como inepto e chegando a classificar o então presidente como alguém "corrupto, incompetente e safado", o que lhe custou um direito de resposta no horário eleitoral e um processo por calúnia, injúria e difamação, mas nada que impedisse sua ascensão ao primeiro lugar nas pesquisas de opinião, embora Fernando Collor não tenha comparecido a nenhum debate promovido pelos meios de comunicação durante o primeiro turno da eleição.
Sua performance, começando com 5% das intenções de voto em pesquisas no início do ano, cresceu exponencialmente conforme as eleições se aproximavam, confirmando a viabilidade de sua candidatura, o que o credenciou a receber o apoio do espectro político conservador como o do PFL, partido que aderiu em massa à sua candidatura ainda no começo da campanha, embora tivesse Aureliano Chaves como candidato oficial. Em 15 de novembro, recebeu 20 611 011 votos contra 11 622 673 dados a Lula e, assim, os dois candidatos passaram ao segundo turno que se realizaria em 17 de dezembro. Além de Leonel Brizola - que perdeu a vaga no segundo turno por uma diferença de aproximadamente 455 mil votos - ficaram de fora da disputa políticos oriundos do estado de São Paulo como Covas, Maluf, Guimarães e Guilherme Afif Domingos, dentre outros listados na relação de mais de vinte postulantes ao Planalto, oriundos de diferentes estados do país. Ao longo de um mês de campanha no segundo turno, as forças políticas se reagruparam com vistas ao embate derradeiro e nisso Lula recebe o apoio de Brizola, Covas, Guimarães e Roberto Freire, ao passo que Fernando Collor contou com o eleitorado de Maluf e Guilherme Afif.
A sociedade civil também se manifestou: o candidato do PT recebeu o apoio majoritário da classe artística e intelectual, dos sindicatos, e dos movimentos sociais organizados (como o MST), o candidato do PRN foi apoiado pela classe de empresários, dos meios de comunicação e dos grandes latifundiários, enquanto a Igreja Católica se dividiu entre os candidatos. Com o decorrer da campanha, as pesquisas de opinião mostravam uma diferença cada vez menor entre os concorrentes e com isso a postura de Collor recrudesceu e atingiu seu ponto crítico quando o programa eleitoral do PRN exibiu um depoimento de Míriam Cordeiro, ex-namorada de Lula, que acusava o petista de ter planejado o aborto de Lurian, filha do casal.
Paralelo a isso, associou o adversário ao comunismo ao tempo em que a Cortina de Ferro ruía no leste europeu e a União Soviética dava os primeiros sinais de exaustão. A retórica de Collor ganhou consistência quando houve a queda do Muro de Berlim em 9 de novembro de 1989. Em meio a essa efervescência, o candidato do PRN repetia à exaustão seu plano de governar para os "descamisados" e os "pés descalços" (numa alusão ao eleitorado mais humilde) de modo a fugir do estigma de "candidato da elite".
Politicamente, o fiel da balança foi São Paulo pelo tamanho do eleitorado, e onde se esperava que Lula saísse com forte votação. Mas, com uma forte estratégia de marketing apoiada pela Globo, o resultado da TV sobre os paulistas foi fundamental para que Collor prevalecesse. Collor não teve em São Paulo um desempenho tão expressivo quanto o que aconteceu em outros estados, como o Paraná, onde teve 90% dos votos. Nesse estado, há quem atribua o seu excelente desempenho ao apoio do empresário José Carlos Martinez.
Em retribuição a esse apoio, Collor teria apoiado a transformação da Rede OM de TV local no Paraná em rede nacional a Martinez. Além disso, o Governo Federal passou a destinar uma quantia considerável de verba pública para publicidade nesse canal, permitindo à emissora a contratação de globais, como o locutor esportivo Galvão Bueno, e de muitos outros profissionais de renome. A emissora também adquiriu os direitos de transmissão da Copa do Brasil, um campeonato nacional de futebol masculino de grande audiência. Tais fatos teriam desagrado Roberto Marinho, que, por fim, teria passado a fomentar a queda de Collor nove meses após a Rede OM virar uma rede nacional.
Outro estado a votar maciçamente em Collor foi Goiás, que era reduto de outro candidato, Ronaldo Caiado, (então no PSD, que viria a ser eleito governador daquele estado em 2018 pelo DEM, ex-PFL), ligado aos ruralistas. Neste estado, quase 70% dos eleitores votaram em Collor. As maiores diferenças percentuais de votos a favor de Collor, curiosamente, não vieram de Alagoas, estado onde construiu a sua carreira política.
Em uma eleição disputada, com a opinião pública dividida principalmente entre Collor, Leonel Brizola, Lula, Mário Covas, Paulo Maluf, Guilherme Afif Domingos e Ulysses Guimarães, conseguiu liderar o primeiro turno com 28,52% dos votos, levando a disputa ao segundo turno com Lula. Conquistou a vitória com 50,01% dos votos, 5,71% a mais que o adversário petista.
Collor assumiu a presidência aos quarenta anos e sete meses de idade, o mais jovem político a assumir esse cargo na história das Américas. Antes de sua posse, viajou aos Estados Unidos e à Europa buscando o apoio dos organismos financeiros internacionais à sua proposta de renegociação da dívida externa brasileira, aproveitando também para expor seus planos para a economia. Visando a integração do Brasil aos seus vizinhos sul-americanos, viajou também para a Argentina e o Uruguai.

## Presidência (1990-1992)

### Neoliberalismo no Brasil

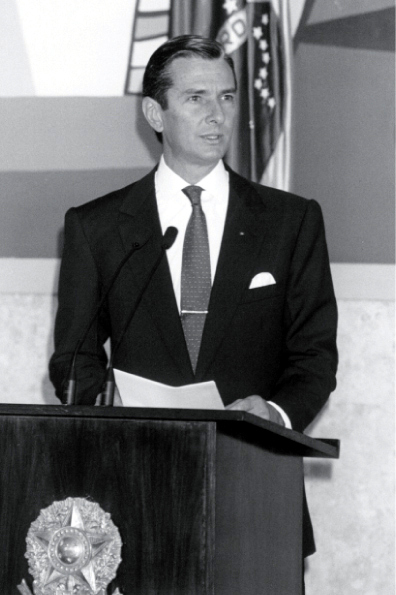
Presidente Collor discursando no Palácio do Planalto, em 1991

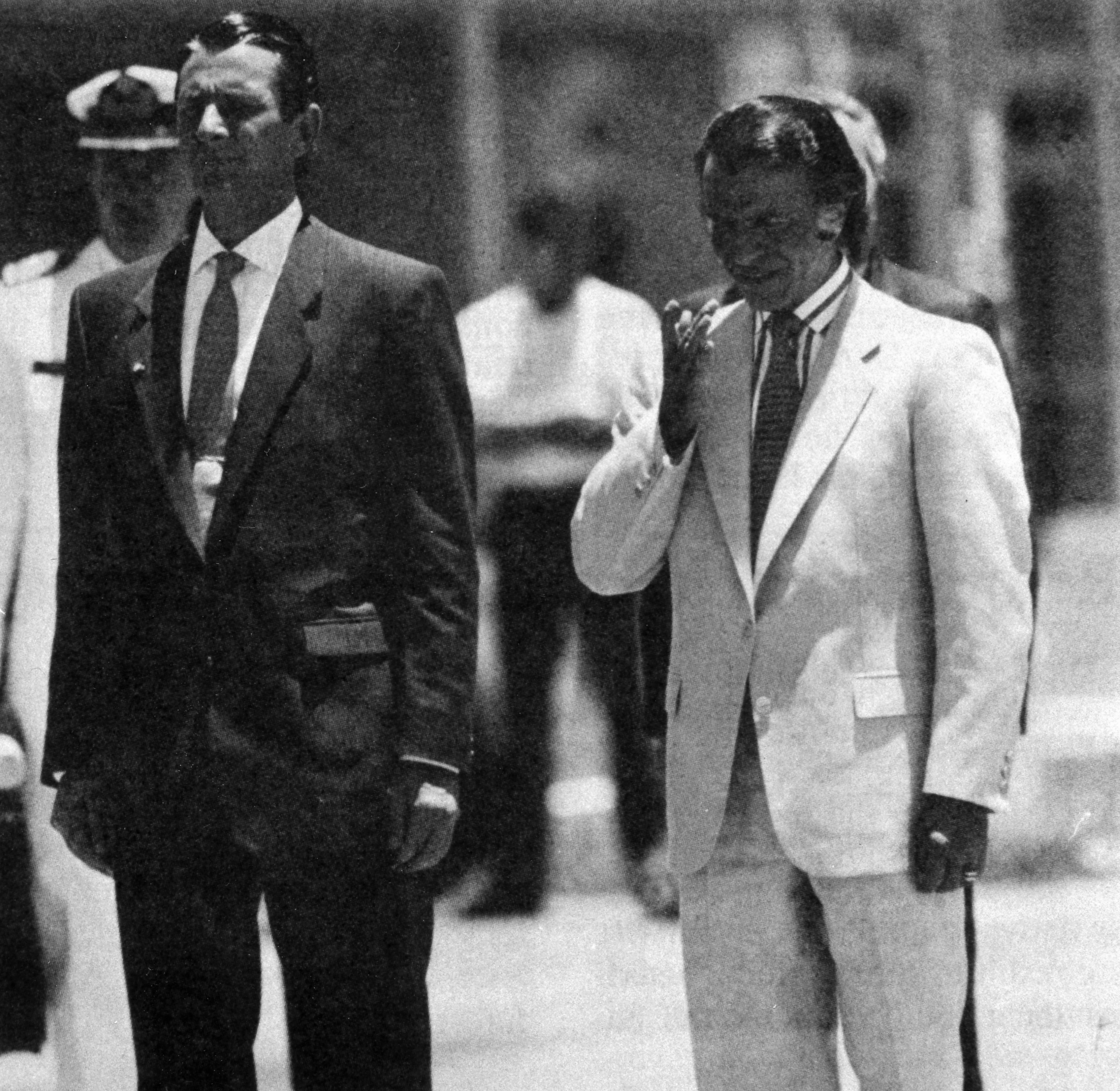
O presidente Fernando Collor encontra-se com o presidente da Argentina Carlos Menem.

No governo Collor, os produtos importados passaram a entrar no mercado brasileiro, com a redução dos impostos de importação. A oferta de produtos cresceu e os preços de algumas mercadorias caíram ou se estabilizaram. Os efeitos iniciais destas medidas indicavam que o governo estava no caminho certo, ao debelar a inflação que havia atingido patamares elevados no final da década de 1980 e início da década de 1990, mas isso durou pouco tempo. Ao mesmo tempo, o governo passou a incentivar os investimentos externos no Brasil mediante incentivos fiscais e privatização das empresas estatais. No entanto, estes investimentos chegaram um pouco mais tarde, dado o receio dos investidores frente à instabilidade econômica do país naquele momento.
Portanto, foi em seu governo que o país se abriu para o mercado externo, tendo havido esforços para eliminação ou redução de barreiras anti-importação, adotando-se medidas de liberalização econômica em prol da inserção do Brasil no cenário de globalização. No início do governo lançou-se a Política Industrial e de Comércio Exterior (PICE), que tinha como objetivo aumentar a competitividade e diminuir o atraso da indústria nacional, atuando no âmbito interno com privatizações e no externo com reforma tributária e do comércio externo. Em viagem na Suíça, em 1990, Collor afirmou que "os carros brasileiros são carroças". Além do mercado automobilístico, o mercado de informática também alavancou-se a partir da abertura comercial, sendo revogada a Lei de Informática de 1984, documento de cunho protecionista. Apesar das muitas reformas posteriores, a Lei de Informática sancionada por Collor (Lei nº 8 248, de 23 de outubro de 1991), ainda encontra-se oficialmente vigente.

### O processo de privatização
No Brasil, a concessão para exploração do sistema de transportes, o fim da proibição da participação estrangeira nos setores de comunicação, o fim do monopólio da Petrobras para a exploração de petróleo e a privatização de setores estratégicos ligados à energia e à mineração foram medidas adotadas em curto espaço de tempo no contexto da aplicação do neoliberalismo.

O argumento favorável a essas políticas era que as estatais eram improdutivas, davam prejuízo, estavam endividadas, eram cabides de emprego, um canal propício à corrupção e sobreviviam somente devido aos subsídios governamentais, enquanto as principais empresas privatizadas, como são os casos da Companhia Vale do Rio Doce e da Companhia Siderúrgica Nacional (CSN), eram empresas lucrativas e competitivas.

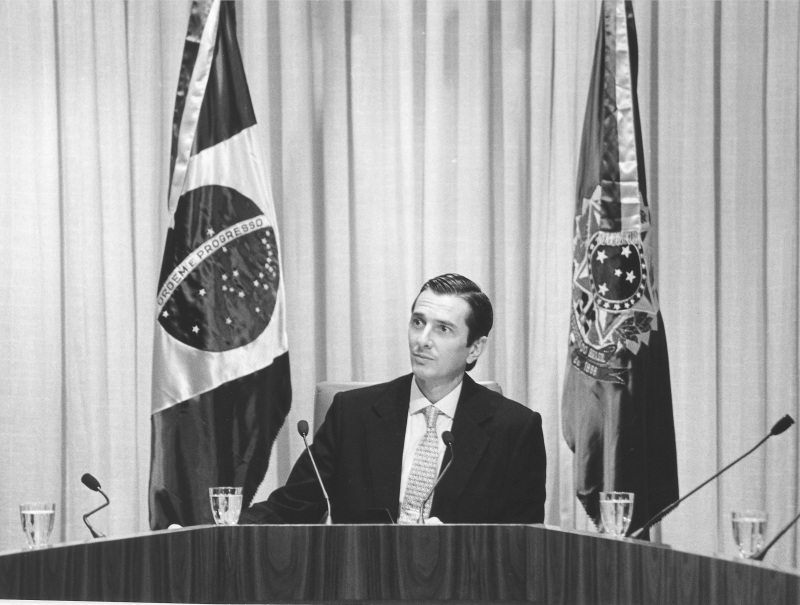
O presidente Fernando Collor fala aos ministros e líderes do governo durante reunião no Palácio do Planalto

Não eram poucas as críticas à venda do patrimônio público. Uma delas apontava o fato de que o dinheiro arrecadado pelo Estado brasileiro, através da privatização, havia sido emprestado pelo BNDES (Banco Nacional de Desenvolvimento Econômico e Social). Isto é, o governo financiou a juros baixos as empresas que ele próprio vendeu.
Os recursos captados com o processo de privatização deveriam servir para diminuir a dívida pública – todas as dívidas do setor público, incluindo governo (federal, estadual e municipal) e empresas estatais, com empréstimos e emissões de títulos de dívida negociados a prazo e juros definidos. No entanto, seu objetivo foi inviabilizado em pouco tempo. A política de juros altos para conter a inflação e atrair investimentos externos levou a uma elevação da dívida em valores superiores aos conseguidos com a venda das empresas estatais.

### Principais leis sancionadas
Dentre as principais leis sancionadas, podem ser citadas: Código de Defesa do Consumidor (1990), Estatuto da Criança e do Adolescente (1990), Lei do Regime jurídico dos servidores públicos (1990), Lei do SUS (1990), Lei Rouanet (1991), Lei de Improbidade Administrativa (1992).

### Economia
Três planos separados para estabilização da inflação foram implementados durante os dois anos do governo Collor. Os dois primeiros, Plano Collor I e II, foram encabeçados pela ministra da Fazenda Zélia Cardoso de Mello. Em maio de 1991, Zélia foi substituída por Marcílio Marques Moreira, que instituiu um plano epônimo, o "Plano Marcílio".

#### Plano Brasil Novo/Plano Collor
No ano anterior ao início de seu governo a inflação oficial medida pelo Instituto Brasileiro de Geografia e Estatística (IBGE) alcançou 1 764%. Em razão desse flagelo, o presidente Collor elegeu como sua prioridade a luta contra a espiral inflacionária através do chamado Plano Brasil Novo, popularmente denominado de Plano Collor. Ousado em sua concepção, o referido plano era a quarta tentativa empreendida pelo governo federal visando o combate à hiperinflação, três das quais empreendidas ao longo do governo Sarney. A situação econômica do país era de tal modo periclitante que a discussão não girava em torno da adoção de medidas na seara econômica e sim quando (e como) tais medidas seriam implementadas. Disso surge a primeira surpresa: na véspera de sua posse, Fernando Collor fez uma solicitação ao governo Sarney para que fosse decretado feriado bancário, o que só aumentou as especulações a respeito das medidas que seriam anunciadas.
Empossado numa quinta-feira, o governo Collor anunciou seu plano econômico no dia seguinte à posse: anunciou o retorno do cruzeiro como unidade monetária em substituição ao cruzado novo, vigente desde 15 de janeiro de 1989 quando houve o último choque econômico patrocinado por seu antecessor. O cruzeiro voltaria a circular em 19 de março de 1990 em sua terceira, e última, incursão como moeda corrente nacional, visto que seria substituída pelo cruzeiro real em 1993. Além disso, as medidas de Collor para a economia incluíram ainda ações de impacto como: redução da máquina administrativa com a extinção ou fusão de ministérios e órgãos públicos, demissão de funcionários públicos e o congelamento de preços e salários.

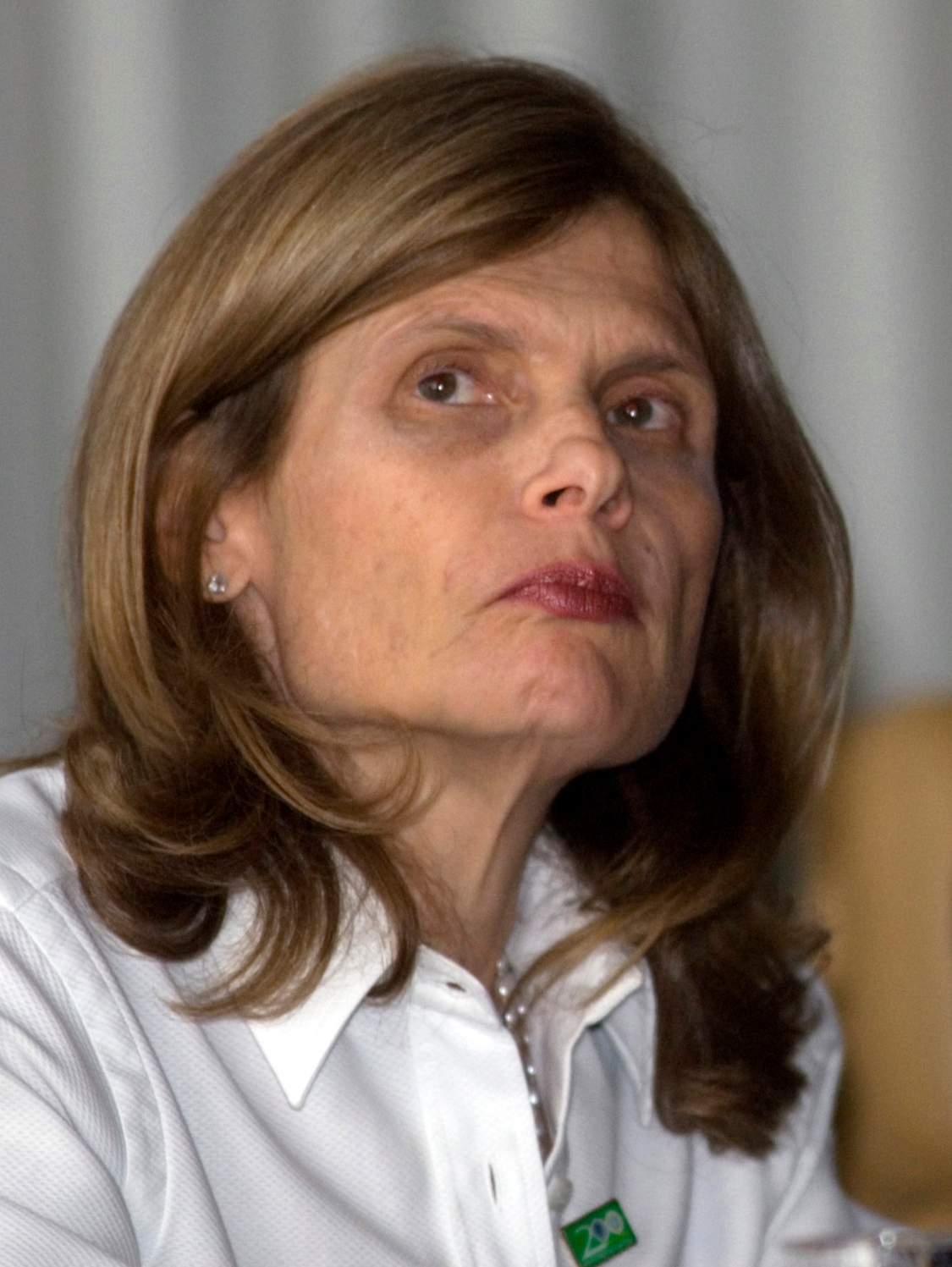
A ministra da Fazenda, Zélia Cardoso de Mello.

O plano foi anunciado em 16 de março de 1990, um dia após a posse de Collor. As medidas do Plano Collor incluíam:
- 80% de todos os depósitos do overnight, das contas correntes ou das cadernetas de poupança que excedessem a NCz$ 50 mil (Cruzado novo) foram congelados por 18 meses, recebendo durante esse período uma rentabilidade equivalente a taxa de inflação mais 6% ao ano;
- Substituição da moeda corrente, o Cruzado Novo, pelo Cruzeiro à razão de NCz$ 1,00 = Cr$ 1,00;
- Alargamento da base de incidência do Imposto sobre Operações Financeiras IOF, recaindo sobre todos os ativos financeiros disponíveis, transações com ouro e ações e sobre todas as retiradas das contas de poupança;[45]
- Foram congelados preços e salários, sendo determinado pelo governo, posteriormente, ajustes que eram baseados na inflação esperada;
- Eliminação de vários tipos de incentivos fiscais: para importações, exportações, agricultura, os incentivos fiscais das regiões Norte e Nordeste, da indústria de computadores e a criação de um imposto sobre as grandes fortunas;
- Indexação imediata dos impostos aplicados no dia posterior a transação, seguindo a inflação do período;
- Aumento de preços dos serviços públicos, como gás, energia elétrica, serviços postais, etc.;
- Liberação do câmbio e várias medidas para promover uma gradual abertura na economia brasileira em relação à concorrência externa;
- Extinção de vários institutos governamentais e anúncio de intenção do governo de demitir cerca de 360 mil funcionários públicos, para redução de mais de 300 milhões em gastos administrativos.

#### Plano Collor II
O segundo Plano Collor iniciou-se em janeiro de 1991. Ele incluiu novos congelamentos de preços e a substituição das taxas de overnight com novas ferramentas fiscais que incluíam no seu cálculo as taxas de produção antecipada de papéis privados e federais.
O plano conseguiu produzir apenas um curto prazo de queda na inflação, volta a subir novamente em maio de 1991, atingindo 20%.

#### Plano Marcílio
Em 10 de maio de 1991, Zélia foi substituída no Ministério da Fazenda por Marcílio Marques Moreira, um economista formado pela Georgetown University que era embaixador do Brasil nos Estados Unidos na época de sua nomeação.
Plano Marcílio foi considerado mais gradual do que seus antecessores, utilizando uma combinação de altas taxas de juros e uma política fiscal restritiva. Ao mesmo tempo, os preços foram liberados e um empréstimo de US$ 2 bilhões do Fundo Monetário Internacional garantiram as reservas internas.
As taxas de inflação durante o Plano Marcílio permaneceram nos níveis da hiperinflação. Marcílio deixou o Ministério da Fazenda ao seu sucessor, Gustavo Krause, em 2 de outubro de 1992. O presidente Fernando Collor de Mello já havia saído do governo devido ao impeachment pelo Congresso quatro dias antes, em 29 de setembro de 1992, por acusações de corrupção em um esquema de tráfico de influência, marcando o fim das tentativas de seu governo de acabar com a hiperinflação.
Entre o fim do Plano Marcílio e o começo do próximo plano, o Plano Real, a inflação continuou a crescer, atingindo 48% em junho de 1994.

#### Confisco das poupanças

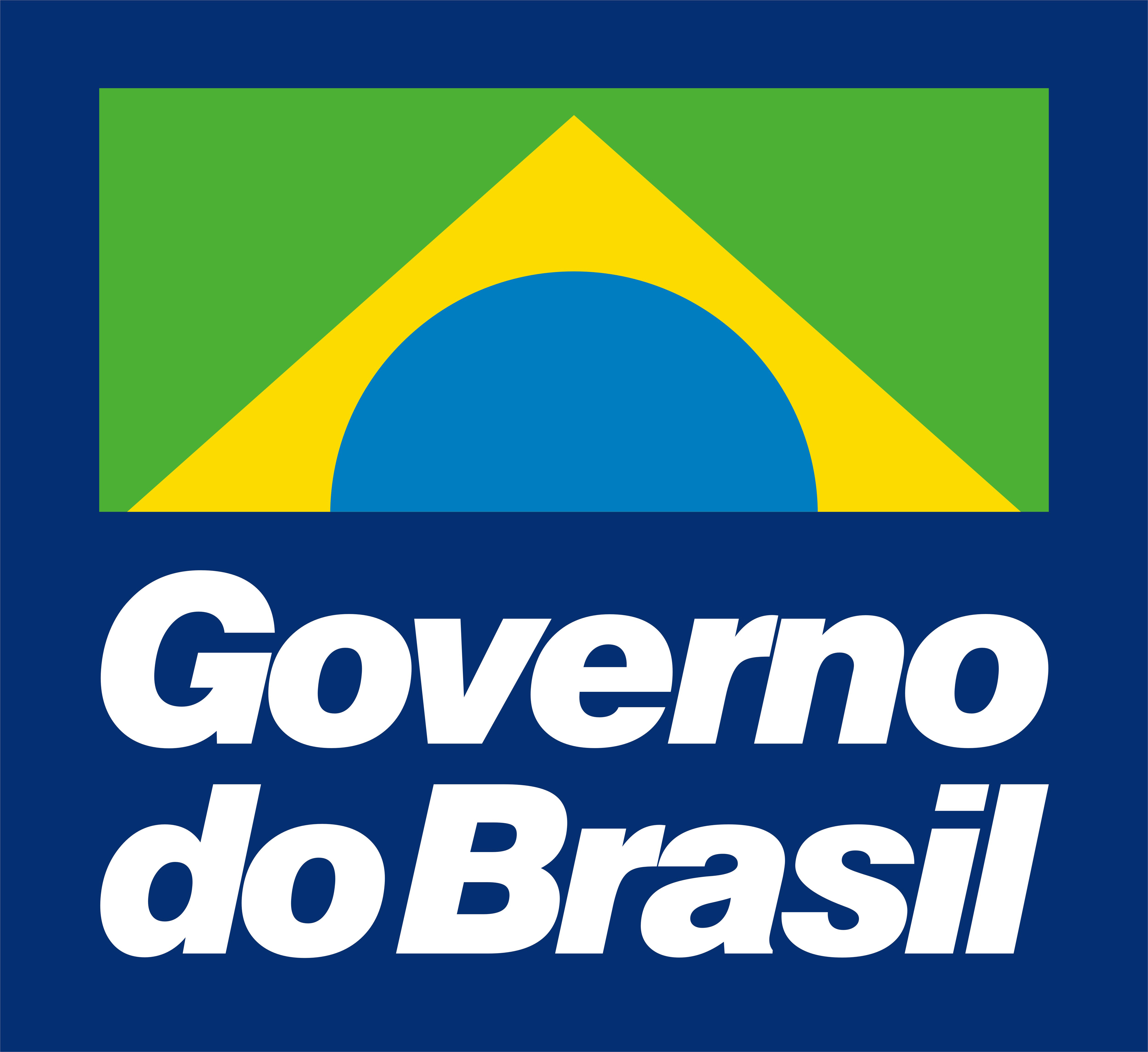
O logotipo do Governo Fernando Collor

Um dos pontos importantes do plano previa o confisco dos depósitos bancários superiores a Cr$ 50 000,00 (cinquenta mil cruzeiros) por um prazo de dezoito meses visando reduzir a quantidade de moeda em circulação, além de alterações no cálculo da correção monetária e no funcionamento das aplicações financeiras. Mesmo sendo o confisco bancário um flagrante desrespeito ao direito constitucional de propriedade, o plano econômico conduzido pela Ministra da Economia Zélia Cardoso de Mello foi aprovado pelo Congresso Nacional em questão de poucos dias.
Segundo um artigo do acadêmico Carlos Eduardo Carvalho, Professor do Departamento de Economia da Pontifícia Universidade Católica de São Paulo e coordenador do Programa de Governo da candidatura do PT à Presidência da República em 1989, a medida política executada pelo Governo Collor, que ficou conhecida como confisco, não fazia parte, originalmente, do Plano Collor e foi gestada quase às vésperas de sua implementação. O confisco já era um tema em debate entre os candidatos à eleição presidencial: "A gênese do Plano Collor, ou seja, como e quando foi formatado o programa propriamente dito, desenvolveu-se na assessoria de Collor a partir do final de dezembro de 1989, depois da vitória no segundo turno. O desenho final foi provavelmente muito influenciado por um documento de Luiz Gonzaga Belluzzo e Júlio Gomes de Almeida discutido na assessoria do candidato do PMDB, Ulysses Guimarães, e depois na assessoria do candidato do PT, Luiz Inácio Lula da Silva, entre o primeiro turno e o segundo. Apesar das diferenças nas estratégias econômicas gerais, as candidaturas que se enfrentavam em meio à forte aceleração da alta dos preços, submetidas aos riscos de hiperinflação aberta no segundo semestre de 1989, não tinham políticas de estabilização próprias. A proposta de bloqueio teve origem no debate acadêmico e se impôs às principais candidaturas presidenciais [...] Quando ficou claro o esvaziamento da campanha de Ulysses, a proposta foi levada para a candidatura de Luiz Inácio Lula da Silva, do PT, obteve grande apoio por parte de sua assessoria econômica e chegou à equipe de Zélia depois do segundo turno, realizado em 17 de dezembro".
O raciocínio era reduzir a quantidade de dinheiro disponível na economia, para que as pessoas não tivessem como comprar, controlando os preços. O congelamento das poupanças acabou não sendo bem-sucedido. Isso porque começou uma pressão, por meio de decisões judiciais, para a liberação de parte do dinheiro confiscado em casos específicos, como pessoas que precisavam do dinheiro de suas poupanças para pagar contas em hospitais.
"Para as pessoas envolvidas, a coisa foi dura, como para uma pessoa que vendeu uma residência, colocou o dinheiro no banco, e não pôde comprar outra", avalia Heron do Carmo, professor da faculdade de Economia da USP.

### Articulação política

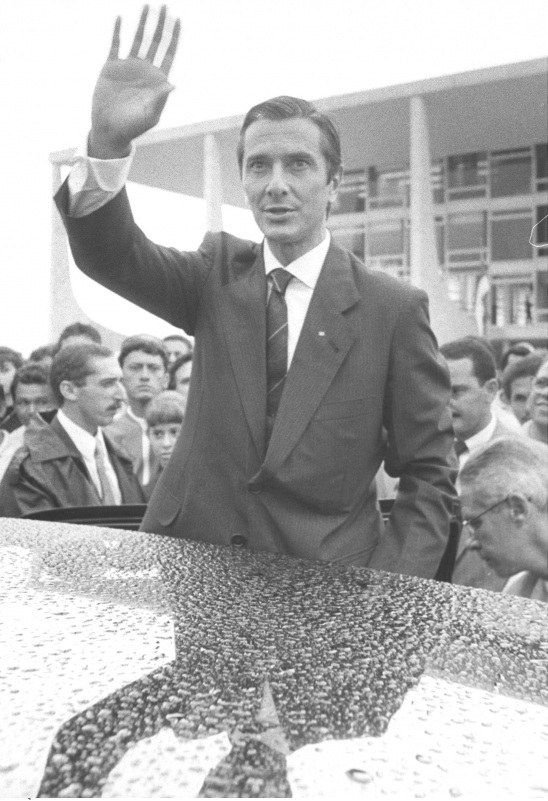
O presidente Fernando Collor acena para a população, após a cerimônia de descida da rampa

Oriundo de um estado politicamente pouco influente e filiado a uma legenda de pouca tradição política, Fernando Collor de Mello, o novo presidente, sentiu a necessidade de compor uma base de sustentação capaz de permitir a implementação de seu programa de governo, ainda que o próprio Collor não fosse afeito a ciceronear os parlamentares em seus contatos políticos com vistas a aprovar os projetos de seu interesse. Tal aversão criou um distanciamento entre o chefe do executivo e a maioria dos parlamentares que lhe hipotecavam apoio, mas em regra seu governo contava com o suporte de políticos do PFL, PDS, PTB, PL, de partidos conservadores de menor vulto e dissidentes ocasionais.
Nas eleições de 1990 seus aliados venceram no Distrito Federal e na maioria dos estados com destaque para o PFL que elegeu nove governadores, seis dos quais no Nordeste. Tal desempenho compensou as derrotas sofridas em grandes colégios eleitorais como São Paulo, Rio de Janeiro e Rio Grande do Sul, por exemplo. O curioso é que embora o PRN (partido de Fernando Collor) tenha elegido dois senadores e quarenta deputados federais não fez nenhum governador. No legislativo o PMDB manteve a maior bancada tanto na Câmara dos Deputados quanto no Senado Federal e com isso conservou o comando do congresso para o biênio seguinte, situação em vigor desde o retorno dos civis ao poder em 1985. Ao longo do ano de 1991 investiu grande parte de seu capital político numa negociação destinada a levar o Partido da Social Democracia Brasileira a integrar as fileiras situacionistas, negociação malograda, sobretudo, ante as recusas de Mário Covas e Franco Montoro, o então presidente nacional da legenda tucana.
Quanto à sua equipe as mudanças ocorreriam logo nas duas semanas posteriores à posse quando Joaquim Domingos Roriz deixou a pasta da Agricultura e em outubro de 1990 Bernardo Cabral foi substituído no Ministério da Justiça pelo experiente senador Jarbas Passarinho. No entanto, a mudança mais significativa viria em maio de 1991 quando o embaixador Marcílio Marques Moreira assumiu o Ministério da Economia confirmando o apreço de Collor por indivíduos de perfil técnico e acadêmico em detrimento dos "políticos de carreira", tendência que só seria revertida em 1992 quando realizou duas reformas em sua equipe: uma em abril e outra às vésperas de seu afastamento quando abriu espaço aos quadros políticos conservadores. O curioso é que ao tomar posse o número de ministros nomeados por Collor era o menor dos trinta anos anteriores a 1990 e dentre os agraciados com um cargo no primeiro escalão estava o ex-jogador de futebol Artur Antunes Coimbra, o Zico, que deixaria o cargo após um ano. Com o tempo o insucesso de sua política econômica e as frequentes denúncias envolvendo seus auxiliares diretos (incluída a primeira-dama Rosane Malta, presidente da Legião Brasileira de Assistência) redundaram em um desgaste progressivo de seu governo.

### Impeachment

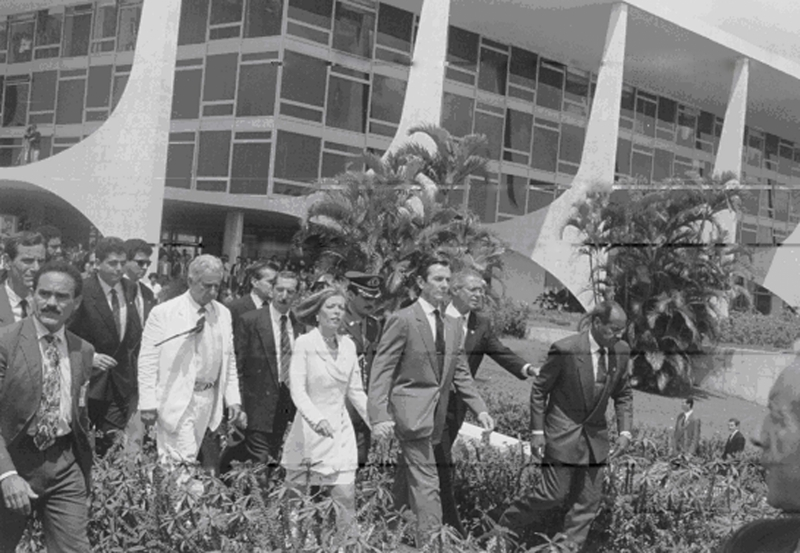
Foto histórica de 1992, onde o presidente Collor deixa a presidência

Em meados de 1991, denúncias de irregularidades começaram a surgir na imprensa, envolvendo pessoas do círculo próximo de Fernando Collor, como ministros, amigos do presidente e mesmo a primeira-dama Rosane Collor. Em entrevista à Revista Veja em maio de 1992, Pedro Collor de Mello, irmão do presidente, revelou o esquema de corrupção que envolvia o ex-tesoureiro da campanha Paulo César Farias, entre outros fatos comprometedores para o presidente. Em meio à forte comoção popular, é instalada em 27 de maio uma Comissão Parlamentar de Inquérito para apurar a responsabilidade do presidente sobre os fatos divulgados. Em 1° de junho, a CPI começa seus trabalhos com forte cobertura dos meios de comunicação. A Revista IstoÉ publica em 1° de julho uma matéria, confirmada na edição seguinte da revista (8 de julho), na qual Eriberto França, motorista da secretária de Collor, revela que ele próprio pagava as despesas pessoais do presidente com dinheiro de uma conta fantasma mantida por Paulo César Farias, reforçando a tese do irmão do presidente. Em 2 de setembro é aberto o processo de impeachment na Câmara dos Deputados proposto por Barbosa Lima Sobrinho e Marcello Lavenére Machado, impulsionado pela maciça presença do povo nas ruas, como o movimento dos Caras-pintadas.
Em 29 de setembro, por 441 a 38 votos, a Câmara vota pelo impeachment do presidente, que é afastado do cargo. A presidência é assumida no dia 2 de outubro pelo então vice-presidente, Itamar Franco. Em 29 de dezembro de 1992, Collor renunciou à presidência da República, horas antes de ser condenado pelo Senado por crime de responsabilidade, tendo seus direitos políticos suspensos por oito anos.
Foi a primeira vez na história republicana do Brasil que um presidente eleito pelo voto direto era afastado por vias democráticas.

### Popularidade
Segundo levantamento do instituto Datafolha em março de 1990, quando Collor tomou posse, 71% dos eleitores tinham uma expectativa de que o governo federal fosse "ótimo" ou "bom". Três meses depois, em junho de 1990, esse percentual de Collor já havia caído para 36%. No final, entretanto, a sua administração foi rejeitada (respostas "ruim" e péssimo") por 68% dos pesquisados. Collor terminou o seu governo com apenas 9% de aprovação popular.

### Viagens e acordos presidenciais
Em dois anos e nove meses de mandato, o presidente Collor visitou 20 países, além de uma visita à Antártida. Dessas viagens destaca-se a assinatura para a criação do Mercosul em 1991.
- 04.06.1990 - Visita a Assunção, Paraguai.
- 06 a 11.06.1990 - Viagem à Itália.
- 05 e 06.07.1990 - Visita à Argentina.
- 22.09 a 02.10.1990 - Participação da abertura da XLV Sessão da Assembleia Geral das Nações Unidas, em Nova Iorque e da Cúpula Mundial pela Criança; visita à cidade de Chicago e à Universidade de Yale, em New Haven - EUA, e a República Tcheca e Eslováquia.
- 11 a 13.10.1990 - Participação em Caracas, Venezuela, da IV Reunião de Presidentes do Mecanismo Permanente de Consulta e Concertação Política — Grupo do Rio, criado em 1986.
- 21 a 26.10.1990 - Visita a Portugal.
- 08 a 15.11.1990 - Participação em Tóquio - Japão, da entronização do imperador Akihito.
- 19 a 21.02.1991 - Visita à Estação Antártica brasileira "Comandante Ferraz" na Ilha Rei George.
- 26 e 27.03.1991 - Participação em Assunção, República do Paraguai, da cerimônia de assinatura do Tratado para a Constituição do Mercado Comum do Sul — Mercosul.
- 14 a 19.05.1991 - Visita de Estado ao Reino da Espanha.
- 03 a 06.06.1991 - Visita ao Reino da Suécia.
- 06 a 07.06.1991 - Visita ao Reino da Noruega.
- 17 a 21.06.1991 - Visita aos Estados Unidos.
- 17 a 19.07.1991 - Ausentou-se do País onde participou da Reunião de Chefes de Estado ou Governo dos Países Ibero-americanos, Espanha e Portugal - I Cúpula Ibero-americana, em Guadalajara, México.
- 07 a 14.09.1991 - Visita aos Chefes de Estado de Angola, Zimbábue, Moçambique e Namíbia.
- 20 a 23.09.1991 - Viagem a Nova Iorque.
- 01 a 03.12.1991 - Participação em Cartagena das Índias, Colômbia, na V Reunião de Presidentes do Mecanismo Permanente de Consulta e Concentração Política, mais conhecido como Grupo do Rio.
- 10 a 13.12.1991 - Visita à Itália e participação em Viena, capital da Áustria, de cerimônia de assinatura do histórico Acordo Quadripartite de Salvaguardas entre o Brasil, a Argentina, a Agência Brasil-Argentina de Controle de Material Nuclear - ABAC e a AIEA, na sede da Agência Internacional de Energia Atômica - AIEA.
- 25 a 28.06.1992 - Participação na 2ª Reunião do Conselho do Mercado Comum do Sul, na cidade de Las Leñas, Argentina.
- 22 a 26.07.1992 - Visita à Espanha.
- 17.08.1992 - Visita à Bolívia.

## Pós-presidência

### Período de 1993-2002
Collor foi sucedido pelo vice-presidente Itamar Franco que exercia o cargo interinamente desde o afastamento provisório do então presidente, em 2 de outubro. Em entrevista coletiva, Collor declarou que a tentativa de renúncia se devia ao apreço pela democracia, ameaçada, segundo ele, por uma "elite política avessa à necessidade de modernização do país" e de poderio tão avassalador que teria levado Getúlio Vargas ao suicídio em 1954 e Jânio Quadros à renúncia em 1961.
Depois ingressou no Superior Tribunal de Justiça (STJ) visando reaver o direito de exercer cargo público, preservado, conforme disse, pelo fato de que sua renúncia ocorreu antes de aberta a sessão que decidiu pela condenação, mas em dezembro de 1993 o STJ manteve-o inelegível e inapto ao exercício de cargos e funções públicas por entender que a renúncia apresentada à undécima hora não passou de um "ardil jurídico". Entretanto, em julgamento realizado um ano depois, o Supremo Tribunal Federal arquivou o processo contra Collor e Paulo César Farias, acusados do crime de corrupção passiva (placar de 5 a 3). Uma semana após essa decisão, o ex-presidente recebia a notícia da morte do irmão Pedro Collor em 19 de dezembro de 1994, vítima de câncer no cérebro, tragédia que seria seguida de outra notícia infausta: o falecimento da mãe, dona Leda Collor de Mello, vítima de broncopneumonia, em 25 de fevereiro de 1995, ela que havia sido internada durante o curso dos eventos que redundaram no afastamento do presidente.
Seis meses depois, Collor mudou-se para Miami, onde permaneceu até 1998 quando retornou ao Brasil. Nesse ínterim, um outro episódio rumoroso envolveu outro personagem do governo: em 23 de junho de 1996, o ex-tesoureiro de campanha, Paulo César Farias, foi encontrado morto em Maceió ao lado da então namorada Susana Marcolino. O caso foi cercado de controvérsias e recebeu maciça cobertura midiática. Apesar das dúvidas, inconsistências e teorias conspiratórias, o laudo pericial divulgado pelas autoridades locais o declarou vítima de crime passional cometido pela namorada, que a seguir teria cometido suicídio.
Mesmo após ter sido negado pelo STF um novo recurso no qual pleiteava a recuperação dos direitos políticos, Collor retornou ao Brasil e, após algum tempo ensaiando um retorno à política, escolheu a cidade de São Paulo como domicílio eleitoral e filiou-se ao inexpressivo Partido Renovador Trabalhista Brasileiro (PRTB), pelo qual tentou uma candidatura a prefeito, pretensão infrutífera devido ao fato de que a suspensão dos direitos políticos perduraria até depois da eleição.

### Eleições 2002
De volta a Alagoas, Fernando Collor disputou o governo estadual em 2002 pelo PRTB e foi o 2° colocado com 419 741 votos (40,2% dos válidos, à época), tendo sido derrotado já no primeiro turno pelo governador reeleito Ronaldo Lessa (PSB), o qual obteve 553 035 votos (52,9% dos válidos, à época).

### Eleições 2006

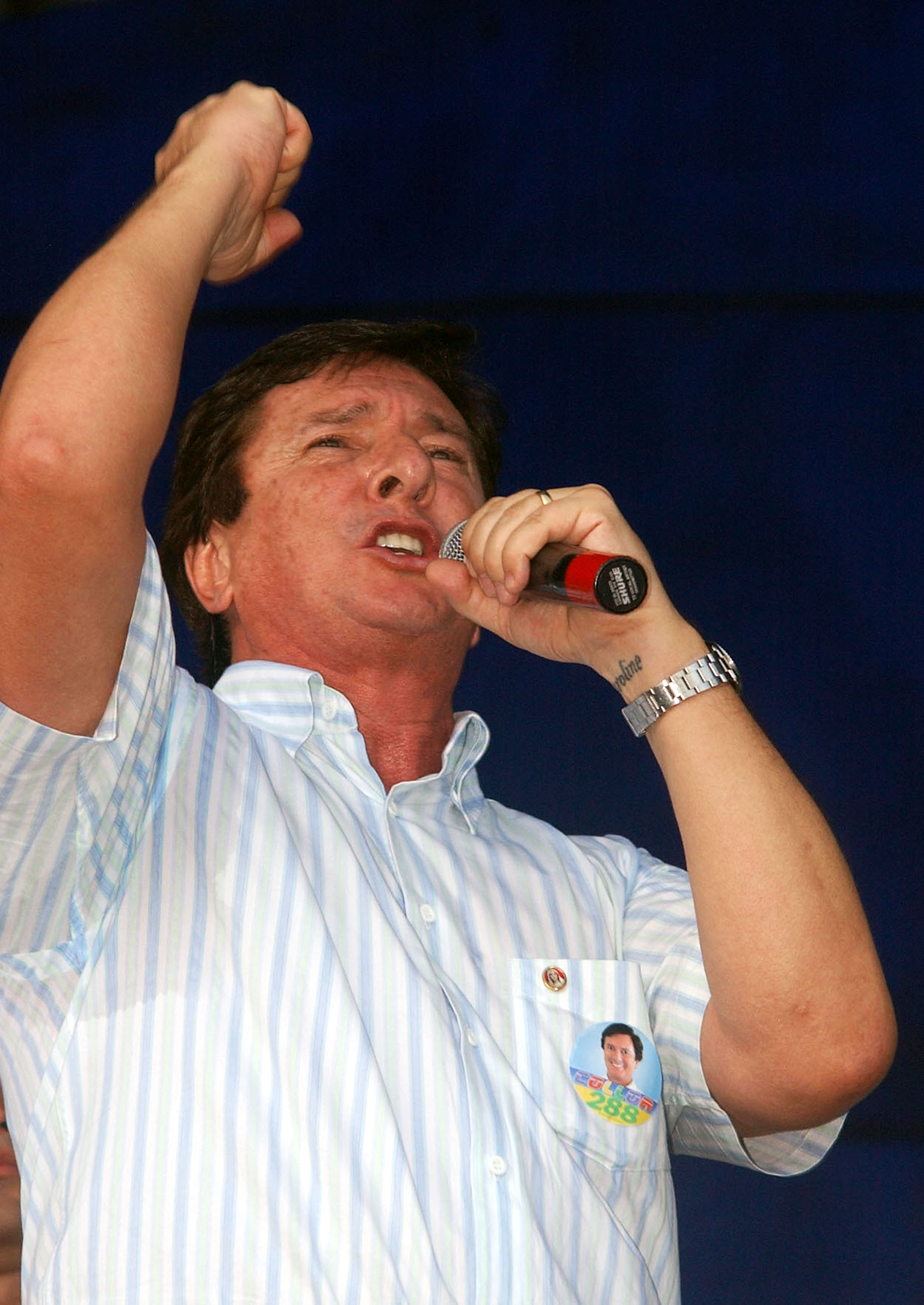
Collor durante campanha ao Senado, em 2006

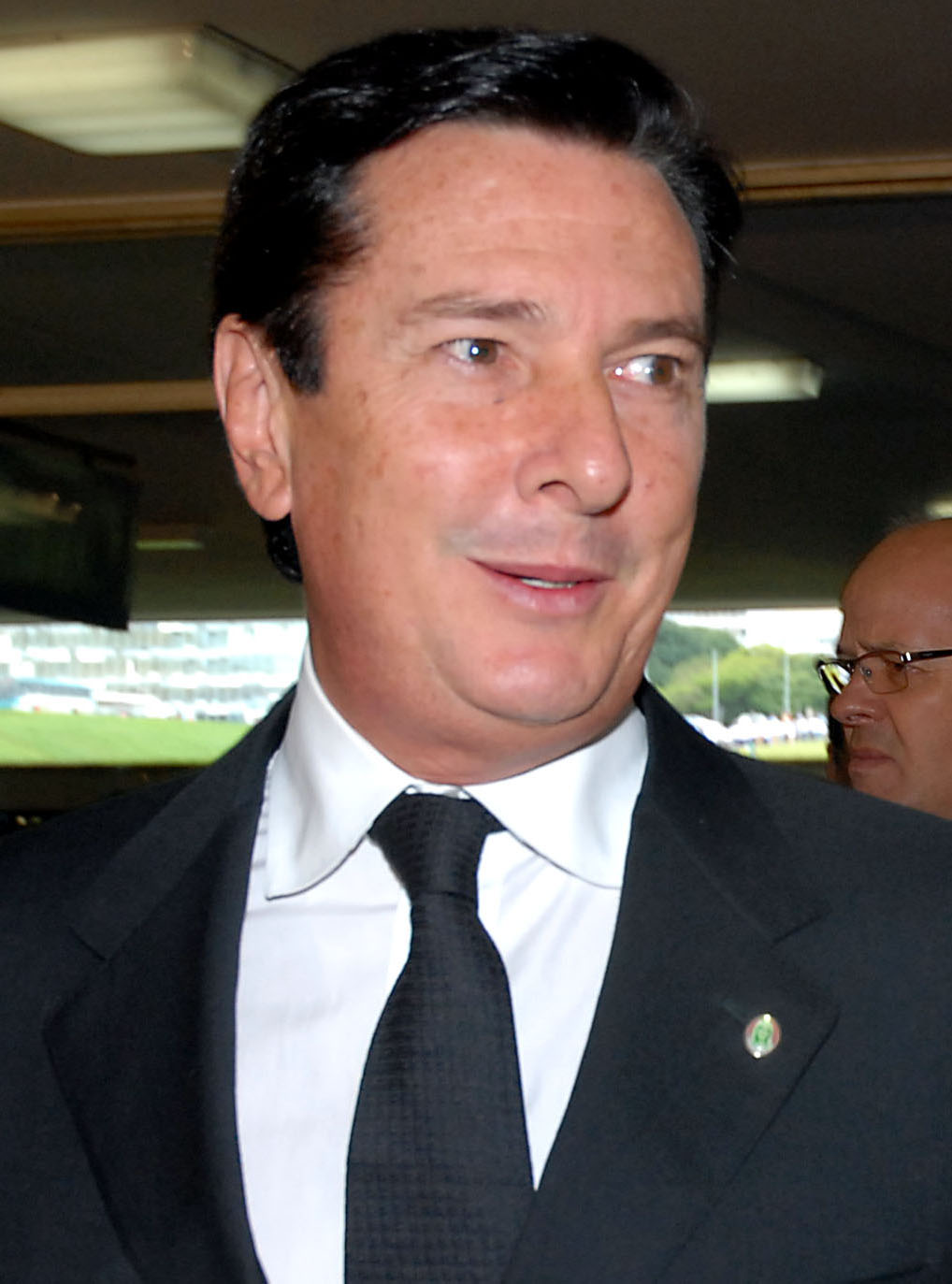
Fernando Collor em sua posse no Senado (2007).

Em 2006, Fernando Collor foi eleito senador por Alagoas com 550 725 votos (44,04% dos válidos, à época) filiado então ao Partido Renovador Trabalhista Brasileiro (PRTB), porém migrando para o Partido Trabalhista Brasileiro (PTB) logo no primeiro dia no Senado, vindo, dois anos depois, a ser eleito membro da Academia Alagoana de Letras para ocupar a cadeira de número 20.
No dia seguinte à posse como senador, deixou o PRTB e ingressou no PTB a convite do ex-deputado federal Roberto Jefferson (RJ), o presidente da legenda e um dos poucos parlamentares que lhe haviam prestado em 1992 fidelidade durante o processo que redundou no seu afastamento da Presidência da República.
No dia 8 de junho de 2007, recebeu o título de cidadão da Paraíba, outorgado pela Assembleia Legislativa do Estado.
No dia 4 de março de 2009, tornou-se o presidente da Comissão de Infraestrutura do Senado Federal. No dia 2 de setembro de 2009, foi eleito membro da Academia Alagoana de Letras para ocupar a cadeira de número 20, deixada pelo médico Ib Gatto Falcão, falecido no ano anterior. Collor recebeu 22 dos 30 votos. A votação foi secreta. Oito acadêmicos votaram em branco.
Em 10 de maio de 2010, anunciou a sua pré-candidatura ao governo de Alagoas. No fim do mês, é acusado de fazer campanha antecipada ao inaugurar 174 casas populares em Coruripe‎, interior de Alagoas, apesar de ser feito exclusivamente por prefeitos, governador e presidente da República, configurando crime eleitoral.

### Eleições 2010

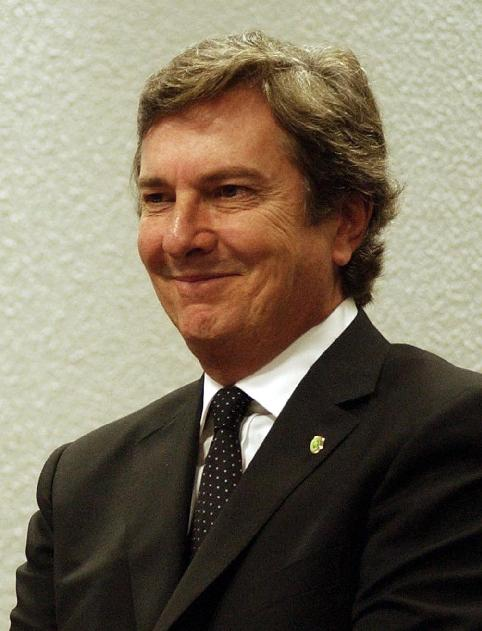
Fernando Collor em 2008

Em 2010, lançou-se ao governo de Alagoas pela terceira vez (a primeira vez em 1986, quando foi eleito, e a segunda em 2002, quando foi derrotado por Ronaldo Lessa) pelo PTB apoiado por cinco partidos (PRB, PSL, PHS, PMN e PTC). Em sua campanha, declarou apoio a Dilma Rousseff, dizendo ser apoiado também por ela e pelo então presidente Lula. Porém, seu jingle, que possui o trecho "é Lula apoiando Dilma, é Dilma apoiando Collor" causou grande constrangimento na campanha do PT, que indicou o vice na chapa do ex-governador Ronaldo Lessa (PDT). A campanha de Lessa interpelou judicialmente a campanha de Collor para que esta retirasse os nomes de seus aliados do jingle. Em seguida, uma decisão do TRE-AL proibiu Collor de citar os nomes de Lula e de Dilma em suas propagandas eleitorais. Apesar de omitir ambos os nomes na nova versão, Collor deixou implícita a mensagem de que Dilma e Lula o apoiam em Alagoas. "Não adianta, o povo sabe quem tá apoiando quem. O povo tá decidido e vai apoiar também", dizia o novo trecho.
A campanha de Collor ao governo estadual foi intensa. Seus partidários organizaram o "Collor Já", movimento capitaneado pela Juventude do PTB e pelo prefeito da cidade de Traipu, Marcos Santos. Por outro lado, também foi forte o movimento "Fora Collor", liderado por integrantes do Movimento de Combate à Corrupção Eleitoral (MCCE) e dez sindicatos e entidades da sociedade civil organizada. Ambos os movimentos se toparam na praça Sinimbú, no centro de Maceió, durante manifestações no dia 11 de agosto. A Polícia Militar foi acionada para evitar um confronto entre os dois lados, que trocavam acusações. A PM deteve duas pessoas por desordem, mas elas foram liberadas em seguida. Durante o episódio, o "Fora Collor" denunciou que cada pessoa do "Collor Já" teria recebido R$ 50,00 para segurar faixas a favor do candidato. Os dois indivíduos detidos pela PM admitiram ter recebido R$ 20,00 para ajudar a segurar faixas.
A primeira pesquisa do Ibope indicou Lessa 1% à frente de Collor e 5% à frente do governador Teotônio Vilela Filho (PSDB). Todos os três candidatos estavam empatados em primeiro lugar, uma vez que a margem de erro do levantamento era de 3% para mais ou para menos. O instituto Gape, pertencente às Organizações Arnon de Mello, também divulgou no mesmo dia uma pesquisa de intenção de voto para governador. Segundo essa sondagem, Collor liderava a corrida pelo governo com vantagem de 15% sobre Lessa, enquanto Teotônio conquistou a preferência de apenas 16% do eleitorado. A pesquisa foi contratada por outra empresa da família Collor, o jornal Gazeta de Alagoas. Após a divulgação das pesquisas, o coordenador do MCCE, Adriano Argolo, entrou com representação na Justiça Eleitoral contra o Gape.
De acordo com o jornal O Globo, a divulgação da pesquisa Ibope fez a campanha de Collor alterar a estratégia. O ex-presidente focou áreas dominadas pelo tráfico de drogas e com altos índices de criminalidade e descartou sabatinas com setores mais esclarecidos da sociedade, como universitários.
Fernando Collor veio a ser derrotado já no primeiro turno. O segundo turno foi disputado entre os candidatos Teotônio Vilela Filho e Ronaldo Lessa, ambos também ex-governadores de Alagoas.

### Problemas com Rosane Collor
Em maio de 2010, Collor enfrenta novos problemas: advogados da ex-mulher Rosane Collor afirmam que ela vai mudar de estratégia no julgamento do processo de partilha de bens contra o ex-marido, previsto para junho. Em vez de pleitear a divisão total, como faz desde a separação em 2005, pedirá uma cota de participação nas Organizações Arnon de Mello, que é legalmente a dona da maioria dos imóveis do ex.

### Eleições 2014

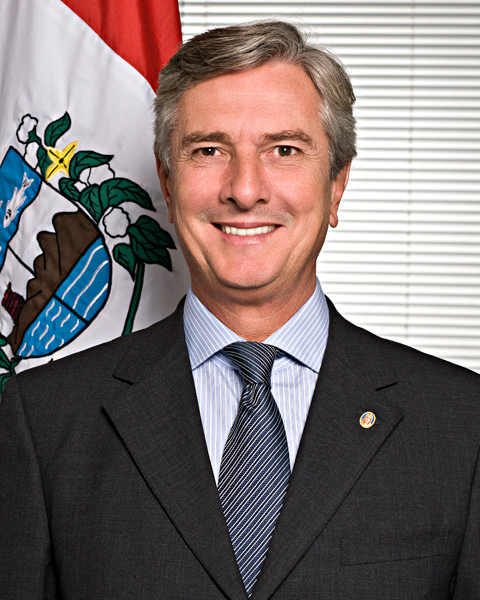
Foto oficial de Fernando Collor como Senador da República por Alagoas.

Em 2014, Fernando Collor foi reeleito senador por Alagoas com 689 266 votos, ou 55,69% dos votos válidos. A segunda colocada foi a ex-senadora Heloísa Helena (PSOL) teve 394 309 votos, o equivalente a 31,86% do total. Durante as últimas semanas da campanha para a reeleição ao Senado, Collor aproveitou os minutos de propaganda eleitoral na televisão para relembrar projetos e conquistas que viabilizou para o estado de Alagoas enquanto senador e presidente. Ele percorreu municípios de todas as regiões do estado e promoveu caminhadas em diversos bairros da capital alagoana.
Collor foi atacado por candidatos como Omar Coelho e Heloísa Helena, que relembraram acusações de peculato, corrupção e falsidade ideológica movidas pelo Ministério Público Federal em 2007. No entanto, ele lembrou que fora absolvido de todas essas acusações, pelo Supremo Tribunal Federal.

### Senador
No final de março de 2016, deixou o PTB e se filiou ao Partido Trabalhista Cristão (PTC), o mesmo que o elegeu presidente em 1989 (com o nome de PRN).
Em maio de 2016, votou a favor da abertura do processo de impeachment da presidente Dilma Rousseff no Senado, afastando-a da Presidência da República. Em 31 de Agosto, nas duas votações finais do impeachment, Collor votou pela perda definitiva do mandato de Dilma e pela perda de seus direitos políticos (sendo voto vencido nessa última votação).
Em outubro de 2017 votou a favor da manutenção do mandato do senador Aécio Neves derrubando decisão da Primeira Turma do Supremo Tribunal Federal no processo onde ele é acusado de corrupção e obstrução da justiça por solicitar dois milhões de reais ao empresário Joesley Batista. Em 16 de janeiro de 2019, deixou o PTC e se filiou ao Partido Republicano da Ordem Social (PROS).
Durante 2017 e 2019, Collor presidiu a Comissão de Relações Exteriores do Senado Federal. Durante seu mandato, realizou visitas à líderes internacionais, como o presidente da Síria Bashar al-Assad e o presidente do Parlamento iraniano Ali Larijani.
Em 19 de janeiro de 2018, anunciou que iria concorrer à Presidência da República, buscando sua segunda eleição, ambas pelo voto direto. Porém o partido de Collor, o PTC, desistiu posteriormente de uma candidatura própria à presidência. No mesmo ano, lançou candidatura ao governo de Alagoas, mas a retirou, em 14 de setembro, alegando "falta de unidade" na coligação "Alagoas com o Povo".
Em 2019, trocou o PTC pelo PROS. Em 2022, deixou o PROS e filiou mais uma vez ao PTB para disputar o governo de Alagoas com apoio de Jair Bolsonaro (PL), mas não conseguiu se eleger terminando em 3º lugar.

### Denúncias de corrupção
Em março de 2015, durante o mandato como senador pelo PTB de Alagoas, foi incluído na lista de 47 políticos investigados no inquérito sobre a Operação Lava Jato.
Em 14 de julho de 2015, a Polícia Federal deflagrou a operação Politeia com 53 mandados de busca e apreensão em casas de políticos envolvidos no esquema de corrupção da Petrobras. Collor teve três carros apreendidos: uma Ferrari, um Porsche e um Lamborghini, que estavam estacionados na Casa da Dinda. Ele classificou a operação da Polícia Federal como "invasiva e arbitrária".
Em 24 de abril de 2017, a Polícia Federal concluiu um dos inquéritos contra o senador no âmbito da operação Lava Jato e o acusou de peculato – desvio de dinheiro público por meio de seu cargo – por ter interferido para que a BR Distribuidora, subsidiária da Petrobras, contratasse uma empresa que, posteriormente, repassava recursos ao senador. O senador já é alvo de uma denúncia da Lava Jato no STF, sob acusação de corrupção e lavagem de dinheiro relacionadas ao esquema de corrupção da Petrobras. Oferecida em agosto de 2015, no dia 15 de agosto de 2017, o STF aceitou a denúncia e o tornou réu pelos crimes de corrupção passiva, lavagem de dinheiro e comando de organização criminosa. Por unanimidade, os ministros da Segunda Turma acompanharam o voto do relator do caso, Edson Fachin. Votaram juntamente com ele Gilmar Mendes, Dias Toffoli, Ricardo Lewandowski e Celso de Mello. Porém os ministros descartaram várias acusações feitas no processo, a exemplo de peculato e obstrução de Justiça. A defesa do ex-presidente alegou que não há provas nem de contrapartida. Além dessa denúncia, o senador também responde atualmente a seis inquéritos relacionados ao esquema de corrupção na Petrobras.
Em maio de 2023, o caso foi novamente julgado pelo Supremo Tribunal Federal, e Collor foi condenado por 9 votos a 2, pelos crimes de corrupção e lavagem de dinheiro.
Após recurso, em 14 de novembro de 2024 o STF formou maioria para rejeitá-lo e manter a pena de 8 anos e 10 meses de prisão. Por 6 votos a 4, os magistrados decidiram manter a condenação por corrupção e lavagem de dinheiro tomada em 2023.

## Prisão
Em 24 de abril de 2025, o ministro do Supremo Tribunal Federal, Alexandre de Moraes, determinou a prisão imediata de Fernando Collor, para o cumprimento de sua condenação de oito anos e dez meses de reclusão em regime inicial fechado, pelos crimes de corrupção passiva e lavagem de dinheiro. A decisão considerou que os recursos apresentados pela defesa eram meramente protelatórios e que a pena deveria ser executada de forma imediata.
Na madrugada de 25 de abril, por volta das 4 horas da madrugada, Collor foi preso no aeroporto de Maceió, Alagoas, enquanto se preparava para embarcar rumo a Brasília, onde pretendia se entregar espontaneamente.
A condenação de Collor foi proferida em 31 de maio de 2023 pelo STF, no âmbito da Operação Lava Jato. Segundo a denúncia, entre 2010 e 2014, ele recebeu cerca de 20 milhões em propinas da empresa UTC Engenharia, em troca de sua influência política para facilitar contratos com a BR Distribuidora, então subsidiária da Petrobras. Os valores foram posteriormente lavados para ocultar sua origem ilícita.
Além da pena de prisão, Collor foi condenado ao pagamento de 90 dias-multa, cada um equivalente a cinco salários mínimos da época dos fatos, corrigidos monetariamente, e ao pagamento de 20 milhões por danos morais coletivos, em conjunto com os outros dois condenados no processo. Ele também está proibido de exercer cargos ou funções públicas pelo dobro do tempo da pena privativa de liberdade aplicada.
Em 1º de maio de 2025, o ministro Alexandre de Moares concedeu o pedido de cumprimento da pena em prisão domiciliar, após a defesa de Collor argumentar a sua idade avançada (então setenta e cinco anos) e comorbidades como a doença de Parkinson, apneia do sono grave e transtorno bipolar. O ex-presidente também teve seu passaporte suspenso e foi proibido de receber visitas, com exceção dos advogados, da equipe médica e de familiares, além de outras pessoas previamente autorizadas pelo STF.

## Desempenho eleitoral
| Ano  | Eleição                | Partido | Candidato a      | Votos      | %                 | Resultado  |
| ---- | ---------------------- | ------- | ---------------- | ---------- | ----------------- | ---------- |
| 1982 | Estaduais em Alagoas   | PDS     | Deputado federal | 55 124     | 10,46%            | Eleito     |
| 1986 | Estaduais em Alagoas   | PMDB    | Governador       | 400 246    | 52,83%            | Eleito     |
| 1989 | Presidencial no Brasil | PRN     | Presidente       | 20 611 030 | 30,48% (1º Turno) | Eleito     |
| 1989 | Presidencial no Brasil | PRN     | Presidente       | 35 090 206 | 53,03% (2º Turno) |            |
| 2002 | Estaduais em Alagoas   | PRTB    | Governador       | 419 741    | 40,17%            | Não eleito |
| 2006 | Estaduais em Alagoas   | PRTB    | Senador          | 550 725    | 44,04%            | Eleito     |
| 2010 | Estaduais em Alagoas   | PTB     | Governador       | 389 337    | 28,80%            | Não eleito |
| 2014 | Estaduais em Alagoas   | PTB     | Senador          | 689 266    | 55,69%            | Eleito     |
| 2022 | Estaduais em Alagoas   | PTB     | Governador       | 223 585    | 14,71%            | Não eleito |

## Publicações
Desde 1996, Collor mantém uma página na internet em que é possível ler o primeiro capítulo de um livro de sua autoria intitulado Crônica de um Golpe - A versão de quem viveu o fato. Sobre seus dias como presidente, foram editados os livros Mil Dias de Solidão – Collor bateu e levou, do jornalista Cláudio Humberto Rosa e Silva (porta-voz quando presidente) e Passando a Limpo - A trajetória de um farsante, de autoria do irmão, Pedro Collor, com redação da jornalista Dora Kramer. Os bastidores do governo e do escândalo que derrubou Collor foram relatados no livro "Todos os sócios do presidente", dos jornalistas Gustavo Krieger, Luiz Antônio Novaes e Tales Faria.
As relações com a imprensa são o tema de Notícias do Planalto, de Mário Sérgio Conti e o livro "A imprensa faz e desfaz um presidente" de Fernando Lattman-Weltma. Há um depoimento também no livro Os Segredos dos Presidentes de Geneton Moraes Neto, produzido pela equipe do Fantástico.
O ex-presidente e atual senador Fernando Collor publicou trinta livros, entre ensaios e coletâneas de seus discursos.
- O Desafio de Maceió, Sergasa/1981;
- Maceió: Vinte Anos em Três, Sergasa/1982;
- Relato para a história: a verdade sobre o processo do impeachment, SEEP/2007;
- O Brasil está pronto para o Parlamentarismo, e você?, SEEP/2007;
- Parlamentarismo: apresentação da PEC nº 31/07, que institui o Parlamentarismo no Brasil, SEEP/2007;
- O Parlamentarismo em dez questões, SEEP/2007;
- Meio Ambiente, Relações Exteriores e Defesa Nacional, SEEP/2007;
- Brasil – um projeto de reconstrução nacional, SEEP/2008;
- O Brasil aberto ao mundo: discurso de posse na Presidência da República, SEEP/2008;
- Uma proposta social-liberal, SEEP/2008;
- Reforma política e sistemas de governo, SEEP/2008;
- "Caritas in veritate": O amor na verdade, SEEP/2009;
- Se queres a paz, prepara-te para a Democracia, SEEP/2009;
- Acordo Brasil – Santa Sé, SEEP/2009;
- Discurso de posse na Academia Alagoana de Letras, SEEP/2009;
- Agenda 2009-2015: Desafios Estratégicos Setoriais, Infraestrutura para Inovação e Desenvolvimento, SEEP/2009;
- Agenda 2009-2015: Desafios Estratégicos Setoriais, Infraestrutura de Políticas Públicas, SEEP/2009;
- Agenda 2009-2015: Desafios Estratégicos Setoriais, Marco Regulatório do Pré-sal, SEEP/2010;
- Agenda 2009-2015: Desafios Estratégicos Setoriais, Recursos Humanos para Inovação e Competitividade, SEEP/2010;
- Agenda 2009-2015: Desafios Estratégicos Setoriais, Recursos Humanos para Inovação e Competitividade Formação e Capacitação Profissional para a Infraestrutura – Relatório Final, SEEP/2010;
- Seminário Pré-sal: Marco Regulatório e reflexos da descoberta no desenvolvimento do Nordeste, SEEP/2010;
- Diplomacia e Defesa: uma missão constitucional ativa do Parlamento, SEEP/2011;
- Lei de acesso à informação: o alerta como missão, SEEP/2011;
- Lei de acesso à informação pública, questão de estado: o debate sem distorções, SEEP/2011;
- Fernando Collor: discursos 2010, SEEP/2011;
- Resgate da História— A verdade sobre o processo do impeachment, SEEP/2007
- Rumos da política externa brasileira: Economia e Finanças, Defesa Nacional, SEEP/2011;
- Rumos da política externa brasileira: Geopolítica e Relações Internacionais; SEEP/2011;
- Rumos da política externa brasileira: Temas da Agenda Internacional Política Externa Brasileira; SEEP/2012;
- A origem da Rio+20, SEEP/2012.

## Prêmios e honrarias
Em 1991, o UNICEF escolheu três programas de saúde: agentes comunitários, parteiras e erradicação do sarampo como o melhor do mundo. Estes programas foram promovidos durante o governo Collor. Até 1989, a vacinação brasileira foi considerada a pior na América do Sul. Durante a administração de Collor, o Brasil ganhou um prêmio da ONU, como o melhor da América do Sul, por seu programa de vacinação. O projeto de Collor Minha Gente (Meu Povo), ganhou o prêmio da ONU Modelo de Projeto para a Humanidade, em 1993.

### Ordens Brasileiras
- Comendador da Ordem do Ipiranga, SP (1981);
- Comendador da Ordem do Mérito Tamandaré (1982);
- Ordem Nacional do Mérito - Grande-Colar;
- Ordem Nacional do Cruzeiro do Sul - Grande-Colar;
- Ordem do Mérito Naval - Grã-Cruz;
- Ordem do Mérito Militar - Grã-Cruz;
- Ordem do Mérito Aeronáutico - Grã-Cruz;
- Ordem do Mérito Judiciário Militar - Grã-Cruz;
- Ordem de Rio Branco - Grã-Cruz;
- Ordem do Mérito das Forças Armadas - Grã-Cruz;
- Ordem do Mérito do Tocantins - Grã-Cruz;
- Ordem do Congresso Nacional - Grande-Oficial;
- Ordem Timbira do Mérito Judiciário do Trabalho - Grão-Mestre;

### Medalhas e Comendas Brasileiras
- Grande Medalha da Inconfidência - Minas Gerais;
- Medalha Mérito Tamandaré - Marinha;
- Medalha Amigo da Marinha - Marinha;
- Comenda Manoel André, Alagoas;
- Medalha Centenário - Tribunal de Contas da União;
- Medalha do Mérito Indigenista - Ministério da Justiça;
- Boutouniére da Associação do Comércio Americano - A.C.A;
- Boutouniére do Rotary International - Rotary Internacional;

### Ordens Internacionais
- Ordem de San Martin - Grã Collar, Argentina (1990);
- Ordem do Mérito do Chile, Grã Collar, Chile (1990);
- Ordem da Águia Asteca - Grã Collar, México (1990);
- Ordem do Condor dos Andes - Grã Collar, Bolívia (1991);
- Ordem Militar da Torre e Espada, do Valor, Lealdade e Mérito - Grã-Cruz, Portugal (2 de julho de 1991);[103]
- Ordem Nacional "Al Mérito" - Grã Collar, Equador (1990);
- Ordem ao Mérito Melitense - Collar, Malta (1990);
- Ordem de Isabel a Católica - Collar, Espanha (1991);
- Mais Nobre Ordem da Coroa do Reino - Grã Collar, Malásia (1991);
- Grã Mestre da Ordem Nacional do Mérito - Collar, Paraguai (1991);
- Ordem de Boyacá - Grã Collar, Colômbia (1991);
- Ordem "Amizade e Paz" de Primeiro Grau - Grã Collar - Moçambique (1991);
- Ordem do Libertador - Collar, Venezuela (1990);
- Ordem do Mérito da República Italiana - Grã Collar, Itália (1990);
- Ordem General José Estrada Batalha de São Jacinto - Grã Collar, Nicarágua (1991).